# جوش ميتشيل
جوش ميتشيل (بالإنجليزية: Josh Mitchell)‏ (8 يونيو 1984 نيوكاسل أستراليا - ) هو لاعب كرة قدم أسترالي يلعب كمدافع.

## روابط خارجية
- جوش ميتشيل على موقع قاعدة بيانات كرة القدم.إي يو (الإنجليزية)
- جوش ميتشيل على موقع Soccerway.com (الإنجليزية)
- جوش ميتشيل على موقع عالم كرة القدم.نت (الإنجليزية)